# モンテネグロの歴史
モンテネグロの歴史（モンテネグロのれきし）は中世初頭に始まる。始まりは、スラヴ人が現在モンテネグロと呼んでいるローマ帝国の属州ダルマチアの一部に到来してから後のことである。

## 歴史
現在のモンテネグロの地には、古くからイリュリア人が住んでいた。6世紀後半頃にバルカン半島にスラブ人が住むようになり、10世紀までにドゥクリャ公国（Duklja）という半独立の国を形成した。1077年にローマ教皇のグレゴリウス7世はドゥクリャ公国を独立国として認識し、ステファン・ヴォイスラヴの建てたヴォイスラヴ王朝の貴族であるミハイロ王をドゥクリャ王（ラテン語：rex Doclea）として承認した。だが、ドゥクリャ王国は東ローマ帝国にも貢ぎ物を送った。後セルビア王国に大公と呼ばれるステファン・ネマニャが現れ、ドゥクリャを支配した。
ゼタ（Zeta）独立公国（近代初期のモンテネグロ国により近い国）は1360年に独立主権を行使した。その後、バルシチ王朝（Balšić, 1360年-1421年）そしてツルノイェヴィチ王朝（Crnojević, 1421年-1499年）がゼタ公国を統治した。15世紀からオスマン帝国が南および東から侵攻したが、ゼタ全域を征服することはできなかった。
1516年にジュラジ・ツルノイェヴィチ公（Đurađ Crnojević）が、モンテネグロをツェティニェの主教公（vladika）による神政政治の国家にしようとした大主教に賛同し退位した（Prince-Bishopric of Montenegro）。主教公の職は1697年からペトロヴィチ＝ニェゴシュ家が保持した。主教公は妻帯できないので、主教公の位はおじから甥へと継承された。こうして、オスマン帝国から独立した国家として、モンテネグロ主教領（ツルナ・ゴーラ府主教領、1696年 - 1852年）が成立した。ペータル2世は恐らく最も影響力を持つ主教公であろう。彼は19世紀前半までそこを支配した。1851年に主教公となったダニーロ1世は1852年に結婚してモンテネグロ公（クニャージ）と自称し、領地を世俗的な公国へと変えた（モンテネグロ公国）。しかし、これにより宗主国のオスマン帝国との間に不和（一説には典礼問題とも言われる）が生じ、1852年末には軍事衝突を起こした。この事件は後にウィーン体制構成国の利権と複雑に絡み合いクリミア戦争へと発展することになった。
1860年にダニーロ1世が暗殺されると、モンテネグロ人はニコラ1世を推戴した。1861年から 1862年までニコラはオスマン帝国と戦ったが戦果は挙がらなかった。しかし1876年、ニコラはセルビア・ロシア帝国とともに先祖以来の敵を破り、ベルリン会議によって1900平方マイルの領土を加え、アンティヴァリの港とモンテネグロの全ての海岸に全ての国の軍艦が集まった。しかし1876年にはオーストリア＝ハンガリー帝国が制海権と沿岸の支配権を握った。

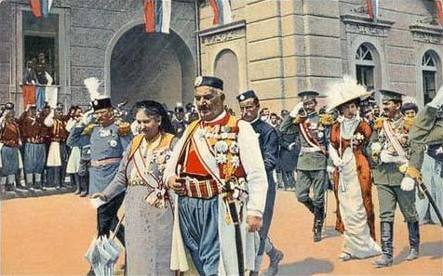
モンテネグロ王国の布告、手前左がニコラ1世夫妻

ニコラ1世の治世（1860年－1918年）には領土が倍増して国際的に独立が認められ（1878年）、最初の憲法も制定されて（1905年）、君主の格式も「公」から「王」に昇格した（モンテネグロ王国）。そして バルカン戦争 (1913年)においても領土を獲得した。モンテネグロは1万の兵を投じてオスマン帝国領アルバニアのエーサド・パシャの軍と戦いシュコダルの町を解放した。しかし列強の干渉で、シュコダルは新たに独立したアルバニア公国の領土になった。 

### 第一次世界大戦とユーゴスラビアへの併合

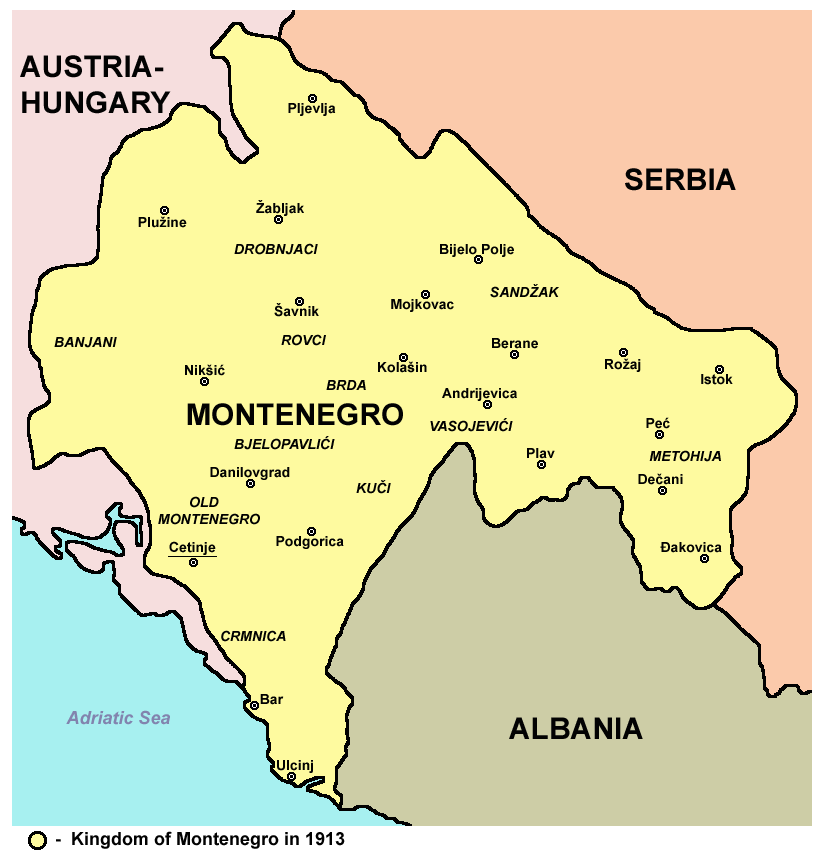
モンテネグロ王国

モンテネグロは第一次世界大戦で大きな被害を受けた。オーストリア＝ハンガリー帝国によるセルビア侵攻のとき、モンテネグロは中央同盟軍に対して宣戦する時機を逸したが、5万の陸軍を一度に動かすことができた。オーストリアはモンテネグロとセルビアの合流を阻止するために別動部隊を派遣したが撃退され、堅固に要塞化されたロフテン山の頂から、モンテネグロ軍がカッテロ砲の砲撃を敵に対して行った。1914年8月10日、モンテネグロ歩兵軍はオーストリア駐屯軍に猛撃を加えたが優勢には回れなかった。オーストリア軍は再度セルビアに侵攻したが、彼らは防衛に成功してボスニアのサラエヴォまで到達した。しかし、三度目の侵攻でモンテネグロ陸軍は兵力の差に屈し、オーストリア軍はセルビアをとうとう抜いた。モンテネグロも1916年1月の侵攻を受け同盟軍に占領された。 
ニコラ王はイタリアとフランスに飛んだ。フランス政府は作戦指揮本部をボルドーに移転していた。そして、セルビア軍はモンテネグロをオーストリアから解放した。新たに召集されたポドゴリツァの国民会議（Podgorička skupština）はセルビア軍に管理され、平和と敵との分離を求める王を非難した。そしてニコラ王は廃位され、帰国を禁じられた。セルビアは1918年11月29日にモンテネグロを併合、モンテネグロはセルビア、スロベニア、クロアチアに取り込まれ、後にユーゴスラビア王国を形成することとなる。1919年に併合反対派が武装蜂起（クリスマス蜂起）を起こしたが、セルビア軍により鎮圧された。
戦間期にはユーゴスラビア王アレクサンダル1世がユーゴスラビア政府を壟断していた。ニコラ1世は王位への復帰を最後まで諦めなかったが、継承者である孫のミハイロ・ペトロヴィチはカラジョルジェヴィチ家の統治を承認し、王位請求を行わなかった。

### 世界大戦

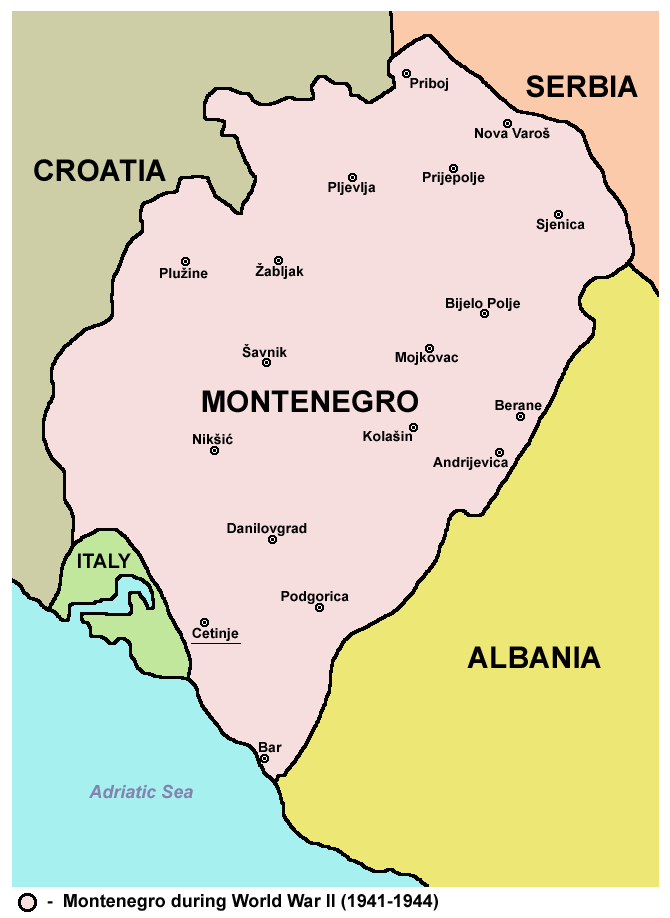
第二次世界大戦下のモンテネグロ

第二次世界大戦中にユーゴスラビアは枢軸国軍の攻撃を受け、解体された（ユーゴスラビア侵攻）。モンテネグロはイタリア王国の占領下に置かれ、傀儡国家モンテネグロ王国が建国される予定であったが、枢軸国から打診を受けたミハイロは王位を拒否した。さらにイタリアの占領に抵抗するパルチザンが全土で蜂起し（モンテネグロ蜂起 (1941)）、政権の樹立は断念されイタリアとドイツによる占領が継続されることとなる。1944年、ヨシップ・チトーのパルチザンが勝利し、ユーゴスラビアから枢軸軍は撤退した。ユーゴスラビア共産党は解放のために戦ったモンテネグロ人の多数派の要求を容れ、モンテネグロ人国家はセルビアや他の海岸部と平等に扱われることになった。このことでモンテネグロに於ける社会主義政党の支持が上がった。モンテネグロはユーゴスラビアの6つの国の一つとして再編成されモンテネグロ人民共和国となった。

### 社会主義政権時代
モンテネグロは連邦からファンドを発展途上国として供与されたため経済が改善、旅行者の拠点となったが、連邦内では立ち遅れた箇所であり、なおかつ人口の少ない地域であったために1980年代には経済危機に陥っている。

### ユーゴスラビア崩壊後

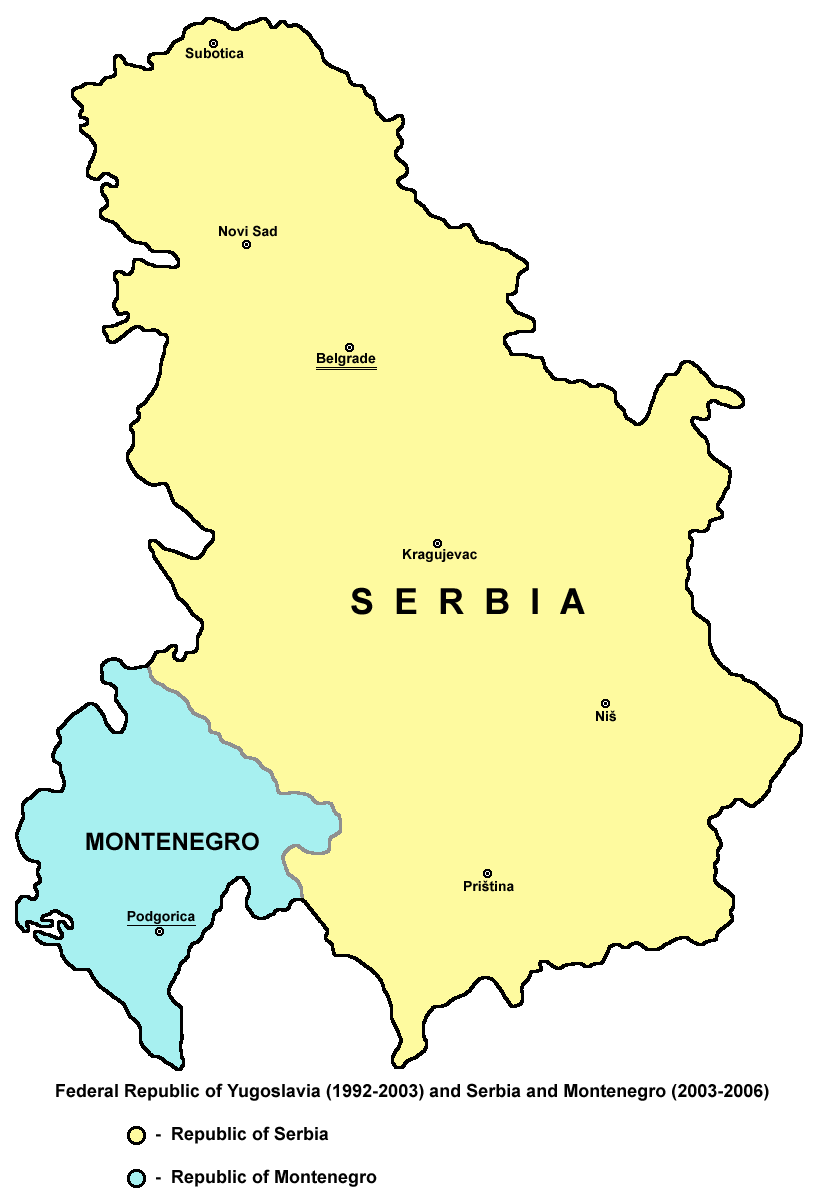
ユーゴスラビア連邦共和国及びセルビア・モンテネグロにおけるモンテネグロ共和国

1980年代からの冷戦構造の崩壊と1991年から1992年のユーゴスラビア共産党の崩壊と複数政党制の導入のため、同じく連邦を形成していたスロベニアとクロアチアは1991年に分離独立を宣言、80年代終わりの短期間で反政府的な若い指導者がモンテネグロに現れた。
ミロ・ジュカノヴィッチ、モミル・ブラトヴィッチ、そしてスヴェトザル・マロヴィッチの3人が実質的に共和国を運営した。彼らは全員、いわゆる「反官僚主義革命」の間に権力を一掃し、スロボダン・ミロシェヴィッチに近づいた若い党員によって、ユーゴスラビア共産党内の幾つかの党運営組織を結成した。3人はみな表面上は共産主義者に献身的であったが、変化の時代に古いものに固執する危険性を理解する融通性も持っていた。複数政党制に代わったとき、彼らは素早く共産党モンテネグロ支部をモンテネグロ民主社会党（DPS）に改名した。
旧共産党の地盤相続により、モンテネグロ民主社会党は対抗勢力とはかなりの差をつけ、議会選挙、大統領選挙に圧倒的な勝利を収めた。この政党はモンテネグロの政権を2006年現在も（連立政権であるが）担っており、政権は磐石である。
1990年代初め、モンテネグロの指導者はミロシェヴィッチの戦争（ユーゴスラビア紛争）にかなりの助力をした。モンテネグロ予備軍はドゥブロヴニク前線で戦った。そこはミロ・ジュカノヴィッチ首相がよく訪問したところである。
1992年の4月、住民投票の結果、ブラトヴィッチ大統領とジュガノヴィッチ首相のモンテネグロと、ミロシェヴィッチ政権下のセルビアが、「ユーゴスラビア連邦共和国」（FRJ、通称・新ユーゴ）として合同することに合意した。ユーゴスラビア社会主義連邦共和国から新しく独立した国々を除く、連邦に留まったセルビアとモンテネグロによって新しい連邦は構成されることになった。しかし、まもなく、ボスニアとクロアチアでの紛争で行った所行ゆえに、国際連合はFRJに対する経済制裁を課した。これは国内の生活の様々な局面に影響し、モンテネグロも先の紛争で評判が悪化していたセルビアとの距離を置き始めた。
アドリア海に通じており、かつシュコダル湖がアルバニアとの間の水運を有しているといった地理的位置の有利さゆえ、モンテネグロは密輸活動の結節点になった。モンテネグロの工業生産は全体的に停滞し、主要な経済活動は消費財の密輸になった。特に、ガソリンとタバコが多く、どちらも価格はうなぎ上りであった。政府は非合法活動に目をつぶるどころか、ほとんど自らも参加した。密輸によっていかがわしい人々の中から億万長者が出た。それには高級官僚も含まれていた。ミロ・ジュカノヴィッチは、手広く密輸に手を染め、イタリアの様々なマフィアの成員に、モンテネグロでの安全圏を提供したことに対して、多くのイタリアの裁判に直面し続けた。マフィアたちは既に密輸の分け前の連鎖に参加していたのである。
1997年の大統領選挙ではこれらが議論の的となりミロ・ジュガノヴィッチが2回に渡る投票の末、僅差で勝利、モミル・ブラトヴィッチ政権は終焉した。以前の密接な同盟者は敵となり、1997年秋の数ヶ月間でモンテネグロには戦争のような雰囲気が醸し出されていた。そしてさらに1998年、新ユーゴスラビア連邦大統領ミロシェビッチはブラトヴィッチを連邦首相に任命したが、ブラトヴィッチはジュガノヴィッチに敵対的行動を取り、先の選挙では憲法違反が存在したと主張した。しかしそれは、モンテネグロ社会人民党の分裂を招いた。ブラトヴィッチと彼の支持者たちは社会人民党を離脱してミロシェヴィッチに忠実であり続けたが、一方のジュガノヴィッチはセルビアとは距離をとり始め、事実上連邦制は機能しなくなっていた。この距離のため1999年春のコソボ紛争において、北大西洋条約機構がセルビアに激しい爆撃を加えた時、モンテネグロの被害は割に軽微だったものの、数万人のアルバニア避難民が押し寄せる事となった。
ジュガノヴィッチはこの政策論争で明らかな勝利者となった。ブラトヴィッチは1997年以降もはや政府を掌握できず、2001年には政界から引退した。ゾラン・ジンジッチ率いる新セルビア政権のもと、ミロシェヴィッチはハーグの国際司法裁判所に送られた。

### 連邦再編から再独立へ

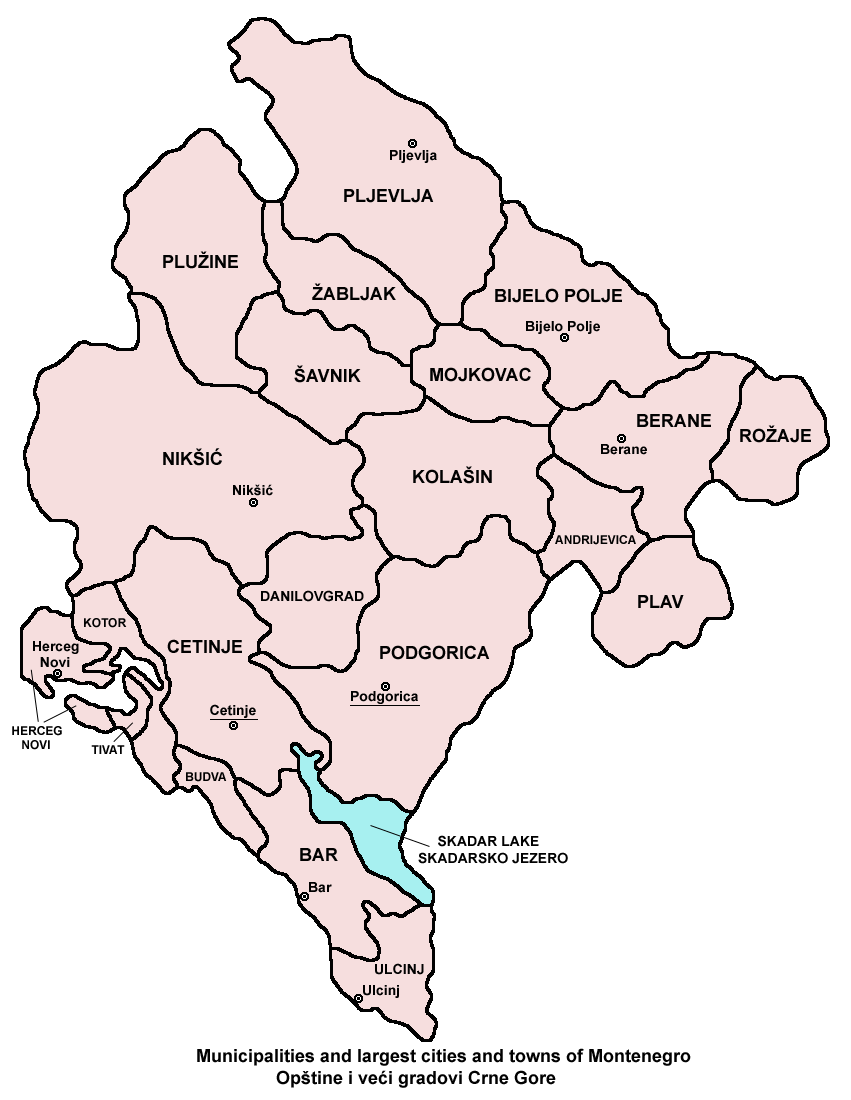
モンテネグロ共和国（2006年）

2003年には、議論と外部の支援ののち、ユーゴスラビア連邦共和国はセルビア・モンテネグロに改名し、公式に緩やかな国家連合に再編された。この再編では、最低3年の統合期間を経れば独立が容認されることになっており、モンテネグロ人の一層の自立心を成長させるものであった。
ジュカノヴィッチが大統領に就任した頃から、分離独立の示唆が行われて来ていたが、急激な独立運動は行われず、モンテネグロ政府も連邦脱退には慎重の姿勢を取ってきた。しかし、2005年にセルビア外相が分離独立容認の発言をしたことなどから、実質的に分離独立における障害はなくなった。既に通貨は独自にユーロを導入しており、失業率もセルビアの30パーセント以上に対してモンテネグロは20パーセント、インフレ率も抑えられており、経済的にも独立を阻止できる材料はセルビア側に無かった。
2006年にはモンテネグロの独立を問う住民投票が計画された。独立推進派は「欧州連合（EU）早期加盟は独立が近道」と言うスローガンを掲げ、反対派は「独立しても早期加盟は不可能、市場の縮小で景気が悪化する」として阻止を図った。一方、独立運動によって地域が再び不安定化することを恐れたEUは、通常ならば過半数で独立達成のところを、55パーセント以上という条件を突きつけた。しかし、5月21日に実施された国民投票では、セルビア人のほとんどが反対票を投じたが、55.4パーセントという僅差ながらも独立賛成票が上回り、独立は承認された。
6月3日夜、共和国議会によって独立宣言が採択され、ユーゴスラビアに併合された1918年以来、実に88年ぶりに独立を回復した。かつてバルカン半島に勢力を築いたユーゴスラビア連邦は、これで完全に解体された。
独立に際し、モンテネグロと日本の戦争状態が日露戦争以降続いているかについて、日本の国会で採り上げられた。2006年2月、日本政府は1904年のモンテネグロによる宣戦布告に関する文書を見つけられないこと、ポーツマスでの講和会議にモンテネグロは参加していないことを回答していた。実際には日露戦争時にモンテネグロはロシア側に立ち、1905年日本に宣戦布告し、ロシア軍とともに戦うため義勇兵を満州に派遣していたが、日本とロシアの講和会議にモンテネグロが含まれていなかったため、書類上は戦争状態が続いていることになっていた。
もっとも、モンテネグロが実際に宣戦布告していたか、宣戦布告が正規のものだったかどうかは、異説がある。しかしながら、独立直後の2006年6月、日本政府はモンテネグロに外務大臣と首相の特使を派遣し、モンテネグロの独立承認と戦争状態の終了を宣言する文書を届けた。これにより、101年に渡る両国の「戦争状態」が終わった。(参考:外交上の終結まで長期にわたった戦争の一覧)
2007年10月に新憲法を制定し、国名をモンテネグロ共和国からモンテネグロに変更した。

### 欧州統合への道
独立後、モンテネグロは着実に欧州統合への道を歩んでいる。2010年12月17日、モンテネグロはEUの加盟候補国に承認され、2012年6月29日にEUとの加盟交渉を開始した。また、2017年6月5日にNATO加盟を実現している。

## 由来
モンテネグロ（Montenegro）の名称はイタリア語のヴェネツィア方言で「黒い山」を意味する。ロフツェン（Lovcen）山の松林の黒い姿にヴェネツィア共和国の征服者が着目したのである。セルビア語では  ツルナ・ゴラ（Crna Gora）という。